# Dunaferr SE
Le  Dunaferr SE  (en hongrois Dunaferr Sportegyesület, c’est-à-dire Association sportive Dunaferr) est un club omnisports basé à Dunaújváros en Hongrie. Il comporte des sections de handball masculin, de handball féminin, de volley-ball, d’aviron, de natation, de water polo, de hockey sur glace, de lutte, de gymnastique artistique et de canoë-kayak.

## Historique
En 1950, le village de Dunapentele voit la création dans ses environs immédiats de la gigantesque usine métallurgique Dunai Vasmu (Métallurgie du Danube), destinée à l’armenent. La ville nouvelle est baptisée Dunaújváros (« Danubeville ») et dans la plus pure tradition communiste, le club sportif est fondé l’année suivante en relation avec cette activité industrielle locale, sous l’égide de la Fédération des syndicats de la métallurgie hongroise VASAS, en prenant le nom de Dúnapentelei Vasas. 
En 1952, Dunaújváros devient Sztálinváros (« Stalineville ») et le club est renommé Sztálinvárosi Vasmű Építők, c’est-à-dire Usine métallurgique de Sztalinváros. En 1955, il devient Sztálinvárosi Vasas. Il prend le nom de Dunaújvárosi Kohász Sportegyesület (Sporting Club des Métallos de Dunaújváros) en 1961. En 1983, l’entreprise sidérurgique nationalisée prend le nom de Dunaferr et le club sportif devient Dunaferr SE en 1989. 

### Dunaferr et lesJeux olympiques
Une vingtaine de licenciés de Dunaferr ont participé aux Jeux olympiques. Onze d’entre eux ont été médaillés, dont un d’or, Szilveszter Csollány, vainqueur de l’épreuve des anneaux (gymnastique) aux Jeux de Sydney en 2000.
Source principale : page historique du club

## Football
Habitué de l’ascenseur entre la première et la deuxième division, le club remporte un unique titre de champion en 2000 sous le nom de Dunaferr FC. L’équipe descend en deuxième division en 2003, année où Dunaferr abandonne son parrainage. Le Dunaújváros Futball Club devient alors une structure indépendante qui disparaît en 2009. 

### Palmarès
- Championnat de Hongrie (1) :
  - Vainqueur : 2000

## Handball masculin
Devenu acteur majeur du handball hongrois dans les années 1990, Dunaferr a du mal à contester la domination du Veszprém KSE et du SC Pick Szeged malgré un titre remporté en 2000. 

### Palmarès
- Coupe d'Europe des vainqueurs de coupe :
  - Finaliste : 2000

- Championnat de Hongrie (1) :
  - Vainqueur : 2000

## Hockey sur glace
La section de hockey sur glace apparaît en 1973. Dans les années 90, l'équipe prend le nom de Acélbikák (les « Taureaux d'acier », toujours en référence à la tradition industrielle de la ville), puis se fait appeler Dunaújvárosi AC entre 2004 et 2006, date à laquelle elle devient DAB, avant de devenir Dab.Docler en 2008. (Voir article principal : Dunaújvárosi Acél Bikák.)

### Palmarès
- Championnat de Hongrie (4) :
  - Champion : 1996, 1998, 2000, 2002

### Joueurs
- Imre Peterdi
- Viktor Tokaji